# Macapá
 Macapá glavni je grad federalne države Amapá u Brazilu. 
Smješten je u sjevernom dijelu Brazila upravo na ekvatoru na ušću amazone. Macapá ima 344.153 stanovnika (2007) i prostire se na površini od 6.407 četvornih kilometara. Gustoća naseljenosti iznosi 53,7 stanovnika po četvornom kilometru. 

## Zanimljivost
Grad je poznat po lokalnom  nogometnom igralištu (Estádio Milton Corrêa). 
Središnja linija koja dijeli igralište na dvije polovice nalazi se točno na ekvatoru.
Prije utakmice slijedi ždrijeb pri kojem se nogometne momčadi moraju odlučiti, dali žele igrati prvo poluvrijeme u južnoj polutci ili sjevernoj polutci.

## Vanjske poveznice
- Estádio Milton Corrêa